# Стэн, Себастиан
Себа́стиан Стэн (англ. и рум. Sebastian Stan; род. 13 августа 1982, Констанца, Румыния) — американский актёр румынского происхождения. Наиболее известен по роли Баки Барнса в медиафраншизе «Кинематографическая вселенная Marvel». Лауреат премии «Золотой глобус» (2025), номинант на премии «Оскар» (2025) и BAFTA (2025).  

## Биография
Себастиан Стэн родился в городе Констанца (Румыния). Его родители развелись, когда Себастиану было 2 года. В возрасте 8 лет из-за событий Румынской революции он и его мать переехали в Вену (Австрия), где мать работала пианисткой и второй раз вышла замуж. В Австрии Себастиан прожил четыре года. Когда Себастиану исполнилось 12 лет, он вместе с семьёй переехал в США. Новым местом жительства в Америке для актёра стал округ Рокленд в штате Нью-Йорк, где его отчиму предложили работу директора частной академии.
Себастиан Стэн начал принимать участие в школьных постановках классических пьес («Харви», «Сирано де Бержерак», «Магазинчик ужасов», «Здесь!», «Вестсайдская история»). В старших классах он провёл лето в театральном летнем лагере Stagedoor Manor. В данном лагере Себастиан был задействован в нескольких представлениях. После Stagedoor Manor выбор будущей профессии был сделан окончательно.
После завершения школы Себастиан подал документы на актёрские отделения нескольких американских вузов. Он был принят и окончил Ратгерский университет (Mason Gross School of the Arts) в штате Нью-Джерси. Себастиан Стэн — бакалавр искусств в актерском мастерстве. После университета актёр год провёл на учёбе-стажировке в знаменитом лондонском театре «Глобус».
Гражданином США Себастьян Стэн стал в 2002 году.

## Карьера
С 2007 года Себастиан Стэн начал сниматься в популярном сериале «Сплетница» в роли Картера Бейзена. В том же году актёр получил роль Лео в фильме «Образование Чарли Бэнкса».
В 2008 году Стэн снялся в фильме «Рэйчел выходит замуж», а в 2009 — в фильме «Бабник» (Гарри). В 2009 году он начал съёмки в телевизионном сериале «Короли» в роли Джека Бенджамина. В 2010 году вышел фильм «Машина времени в джакузи», где Себастиан Стэн сыграл роль Блэйна. Снялся в клипе Хейден Панеттьер «Wake up call». В 2010 году Себастиан снялся в фильме «Первый мститель», в роли Баки Барнса — напарника Капитана Америки. В том же году вышел «Чёрный лебедь» Даррена Аронофски, где Стэн исполнил роль Эндрю. В 2012 году снимался в сериале «Политиканы», где сыграл роль Томаса Хэммонда.
В 2014 году вышел фильм «Первый мститель: Другая война», где Стэн снова сыграл Баки, ставшего Зимним Солдатом. К настоящему моменту актер сыграл Баки в фильмах: «Человек-муравей», «Первый мститель: Противостояние», «Чёрная пантера», «Мстители: Война бесконечности» и «Мстители: Финал». Между фильмами вселенной Marvel Стэн снялся в картинах «Рики и Флэш» (2015) с Мэрил Стрип в главной роли, «Марсианин» (2015) Ридли Скотта, «Удача Логана» (2017) Стивена Содерберга, «Тоня против всех» (2017). 14 марта 2019 года на российские экраны вышел триллер «Время возмездия», где Себастьян Стэн и Николь Кидман сыграли влюбленных агентов под прикрытием.
На 74-й Берлинском международном кинофестивале получил награду за лучшую главную роль в фильме Другой человек.
На Фестивале американского кино в Довиле в 2024 году получил награду «Голливудская восходящая звезда».

## Личная жизнь
С 2008 по 2010 год находился в отношениях с коллегой по сериалу «Сплетница» Лейтон Мистер. Затем был недолгий роман с актрисой Дианной Агрон, также известной по роли Куинн Фабре в сериале «Хор». C мая 2012 года около года встречался с Дженнифер Моррисон. С 2014 по 2016 год встречался с актрисой Маргаритой Левиевой. С 2020 года встречался с актрисой Алехандрой Ониэва. С мая 2022 года встречается с актрисой Аннабелль Уоллис.

## Фильмография
| Год       |    | Русское название                | Оригинальное название               | Роль                                             |
| --------- | -- | ------------------------------- | ----------------------------------- | ------------------------------------------------ |
| 2003      | с  | Закон и порядок                 | Law & Order                         | Джастин Кэпшоу                                   |
| 2004      | ф  | Tony n' Tina's Wedding (англ.)  | Tony n' Tina’s Wedding              | Джонни                                           |
| 2005      | ф  | Красные двери                   | Red Doors                           | Саймон                                           |
| 2006      | ф  | Архитектор                      | The Architect                       | Мартин Уотерс                                    |
| 2006      | ф  | Сделка с дьяволом               | The Covenant                        | Чейз Коллинз                                     |
| 2007      | ф  | Образование Чарли Бэнкса        | The Education of Charlie Banks      | Лео                                              |
| 2008      | ф  | Рэйчел выходит замуж            | Rachel Getting Married              | Уолтер                                           |
| 2009      | ф  | Бабник                          | Spread                              | Гарри                                            |
| 2009      | с  | Короли                          | Kings                               | Джек Бенджамин                                   |
| 2010      | ф  | Машина времени в джакузи        | Hot Tub Time Machine                | Блэйн                                            |
| 2007—2010 | с  | Сплетница                       | Gossip Girl                         | Картер Бейзен                                    |
| 2010      | ф  | Чёрный лебедь                   | Black Swan                          | Эндрю                                            |
| 2011      | ф  | Первый мститель                 | Captain America: The First Avenger  | Джеймс «Баки» Барнс                              |
| 2012      | с  | Политиканы                      | Political Animals                   | Томас «Ти Джей» Хэммонд                          |
| 2012      | ф  | Игра на выживание               | Gone                                | Билли                                            |
| 2012      | с  | Однажды в сказке                | Once Upon a Time                    | Сумасшедший Шляпник/Джефферсон                   |
| 2012      | ф  | Явление                         | The Apparition                      | Бен                                              |
| 2012      | с  | Лабиринт                        | Labyrinth                           | Уилл                                             |
| 2014      | ф  | Первый мститель: Другая война   | Captain America: The Winter Soldier | Джеймс «Баки» Барнс / Зимний солдат              |
| 2015      | ф  | Бронза                          | The Bronze                          | Лэнс Таккер                                      |
| 2015      | ф  | Рикки и Вспышка                 | Ricki and the Flash                 | Джошуа                                           |
| 2015      | ф  | Человек-муравей                 | Ant-Man                             | Джеймс «Баки» Барнс / Зимний солдат              |
| 2015      | ф  | Марсианин                       | The Martian                         | Учёный NASA доктор Крис Бек                      |
| 2016      | ф  | Первый мститель: Противостояние | Captain America: Civil War          | Джеймс «Баки» Барнс / Зимний солдат              |
| 2017      | ф  | Удача Логана                    | Logan Lucky                         | Дэйтон Уайт                                      |
| 2017      | ф  | Мы всегда жили в замке          | We Have Always Lived in the Castle  | Чарльз Блэквуд                                   |
| 2017      | ф  | Меня здесь нет                  | I'm Not Here                        | Стив                                             |
| 2017      | ф  | Тоня против всех                | I, Tonya                            | Джефф Гиллоули                                   |
| 2018      | ф  | Чёрная пантера                  | Black Panther                       | Джеймс «Баки» Барнс / Белый Волк                 |
| 2018      | ф  | Мстители: Война бесконечности   | Avengers: Infinity War              | Джеймс «Баки» Барнс / Белый Волк                 |
| 2018      | ф  | Время возмездия                 | Destroyer                           | Крис                                             |
| 2019      | ф  | Мстители: Финал                 | Avengers: Endgame                   | Джеймс «Баки» Барнс / Белый Волк                 |
| 2019      | ф  | Любовь на троих                 | Endings, Beginnings                 | Фрэнк                                            |
| 2019      | ф  | Отчаянный ход                   | The Last Full Measure               | Скотт Хаффман                                    |
| 2020      | ф  | Понедельник                     | Monday                              | Микки                                            |
| 2020      | ф  | Дьявол всегда здесь             | The Devil All The Time              | Шериф Ли Бодекер / Lee Bodecker                  |
| 2021      | с  | Сокол и Зимний солдат           | The Falcon and the Winter Soldier   | Джеймс «Баки» Барнс / Белый Волк / Зимний солдат |
| 2021—2024 | мс | Что, если…?                     | What If…?                           | Джеймс «Баки» Барнс / Зимний солдат              |
| 2022      | ф  | Код 355                         | The 355                             | Ник                                              |
| 2022      | ф  | Свежатинка                      | Fresh                               | Стив / Брэндон                                   |
| 2022      | с  | Пэм и Томми                     | Pam & Tommy                         | Томми Ли                                         |
| 2023      | ф  | Аферисты                        | Sharper                             | Макс                                             |
| 2023      | ф  | Дурные деньги                   | Dumb Money                          | Влад Тенев                                       |
| 2024      | ф  | Другой человек                  | A Different Man                     | Эдвард                                           |
| 2024      | ф  | Ученик. Восхождение Трампа      | The Apprentice                      | Дональд Трамп                                    |
| 2025      | ф  | Капитан Америка: Новый мир      | Captain America: Brave New World    | Джеймс «Баки» Барнс                              |
| 2025      | ф  | Громовержцы*                    | Thunderbolts*                       | Джеймс «Баки» Барнс                              |
| 2025      | ф  | Позволь злу уйти на запад       | Let the Evil Go West                |                                                  |
| 2026      | ф  | Мстители: Судный день           | Avengers: Doomsday                  | Джеймс «Баки» Барнс                              |
| 2027      | ф  | Мстители: Секретные войны       | Avengers: Secret Wars               | Джеймс «Баки» Барнс                              |